# وی۳۸۱ قیفاووس
وی۳۸۱ قیفاووس یک ستاره است که در صورت فلکی قیفاووس قرار دارد.